# Вассер (остров)

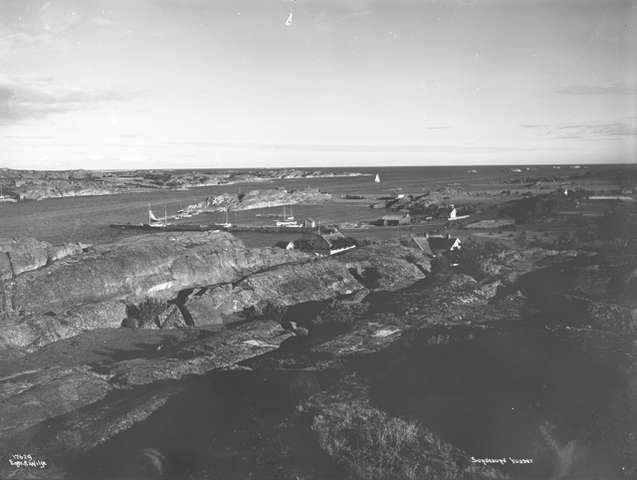
Остров Вассер в 1915 году

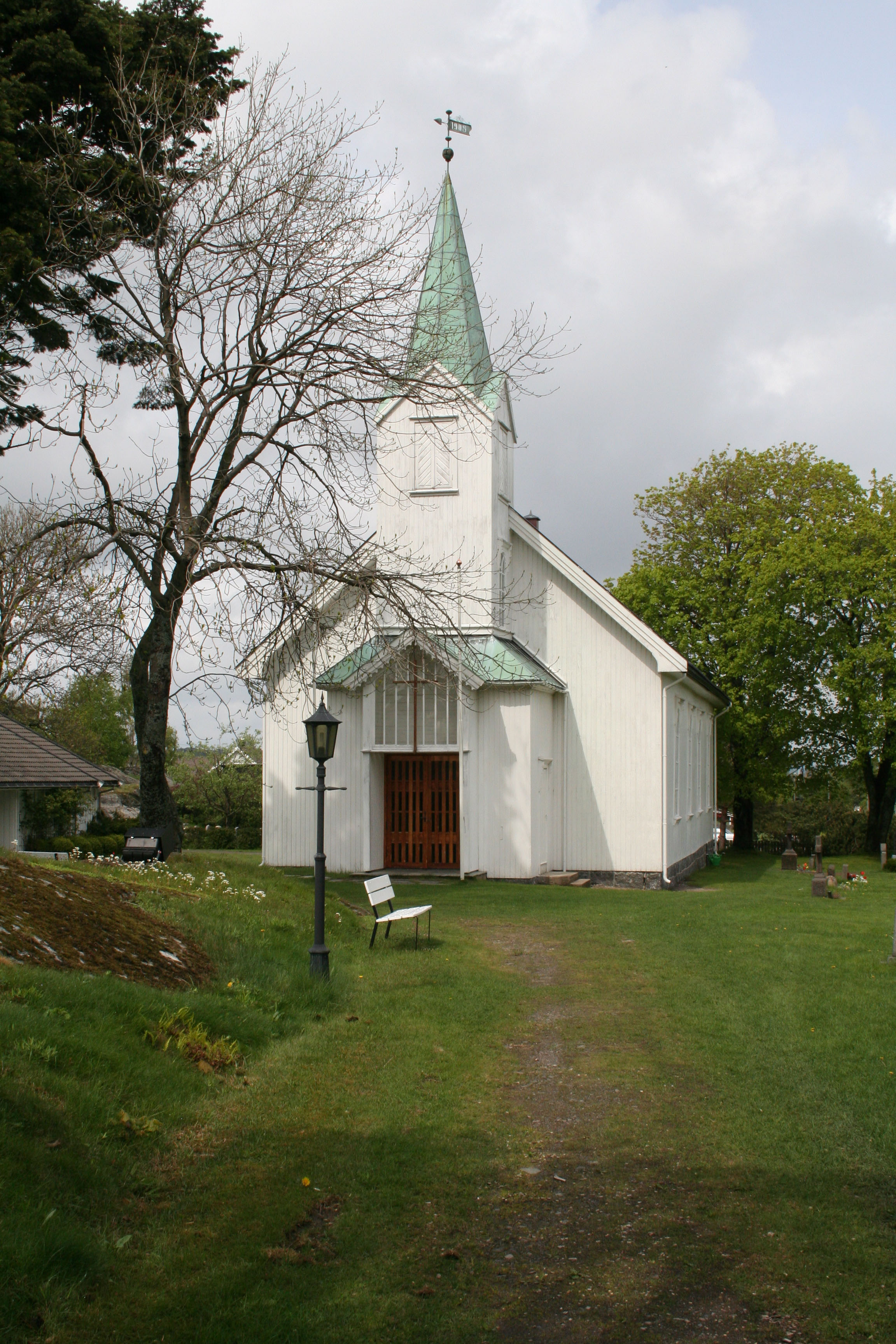
Церковь отрава Вассер, построенная в 1902 году.

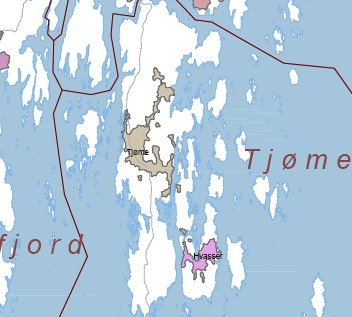
Остров и город Вассер. Город окрашен фиолетовым.

Вассер  (норв. Hvasser) — это остров и город в коммуне Хьёме в губернии (фюльке) Вестфолл в историческом регионе Норвегии — Эстландете. Остров Вассер является вторым по величине островом в муниципалитете, и находится на западной стороне Осло-фьорда, 25 км к югу от города Тёнсберг. Он имеет площадь в 3,6 км², а население в 2004 году насчитывало 490 человек.

## История
Название острова «Hvasser» происходит от слова hvass, что означает «острые». Связано это с тем, что на острове было много острых скал и камней. До того как остров получил название Вассер он назывался Вассерланд.
В 1910 году на острове насчитывалось 118 жилых домов и проживало 486 жителей.

## Описание
Вассер является популярным курортом. В северной и южной частях острова есть несколько прекрасных пляжей. Есть магазины, кафе, рестораны, музей и картинная галерея, которая открылась в 2001 году. Есть несколько гостевых домов и хостелов. На острове есть своя школа и детский сад, а также церковь, построенная в 1902 году.